# Zálesí (Javorník)

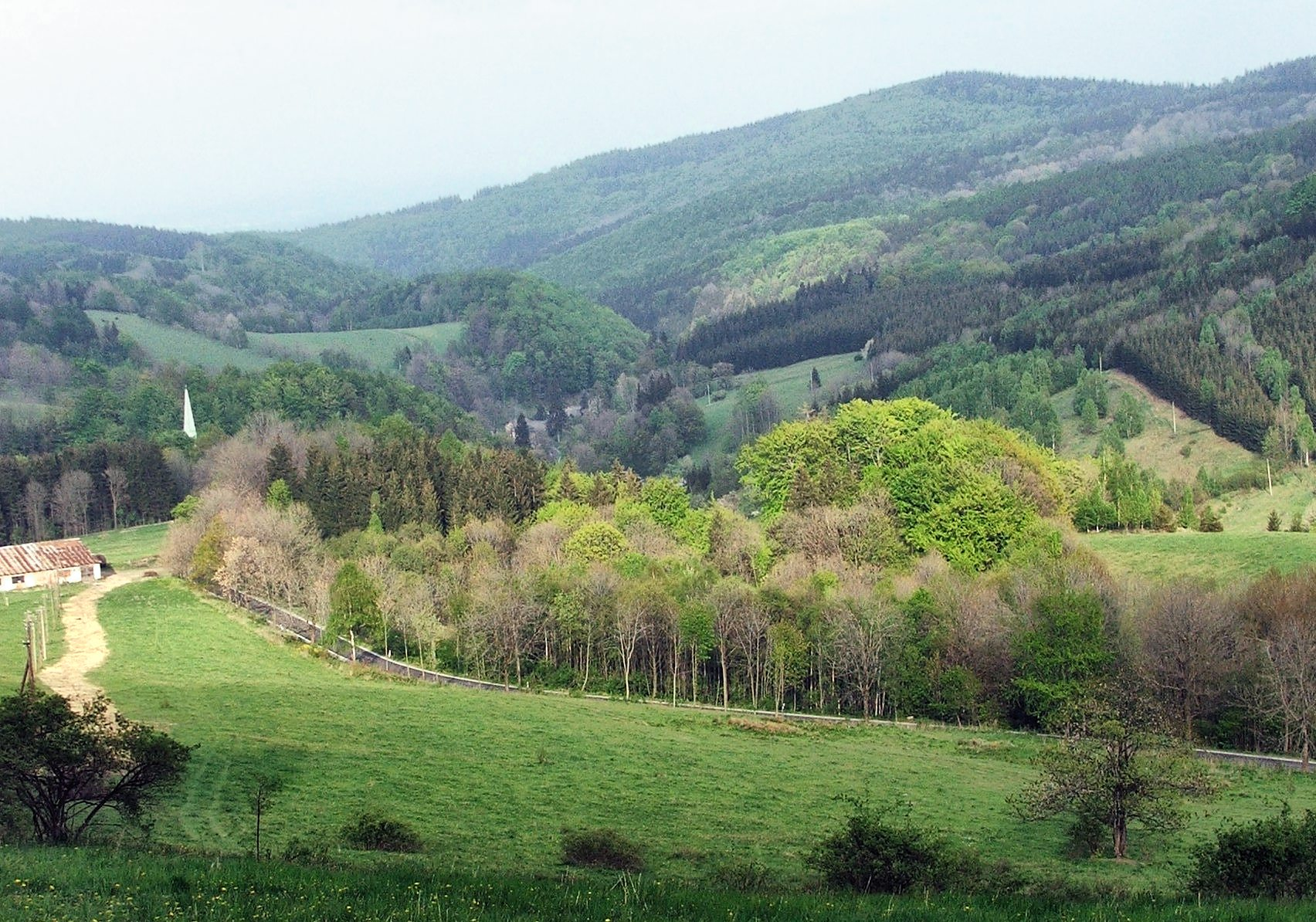
Blick auf das Tal von Zálesí

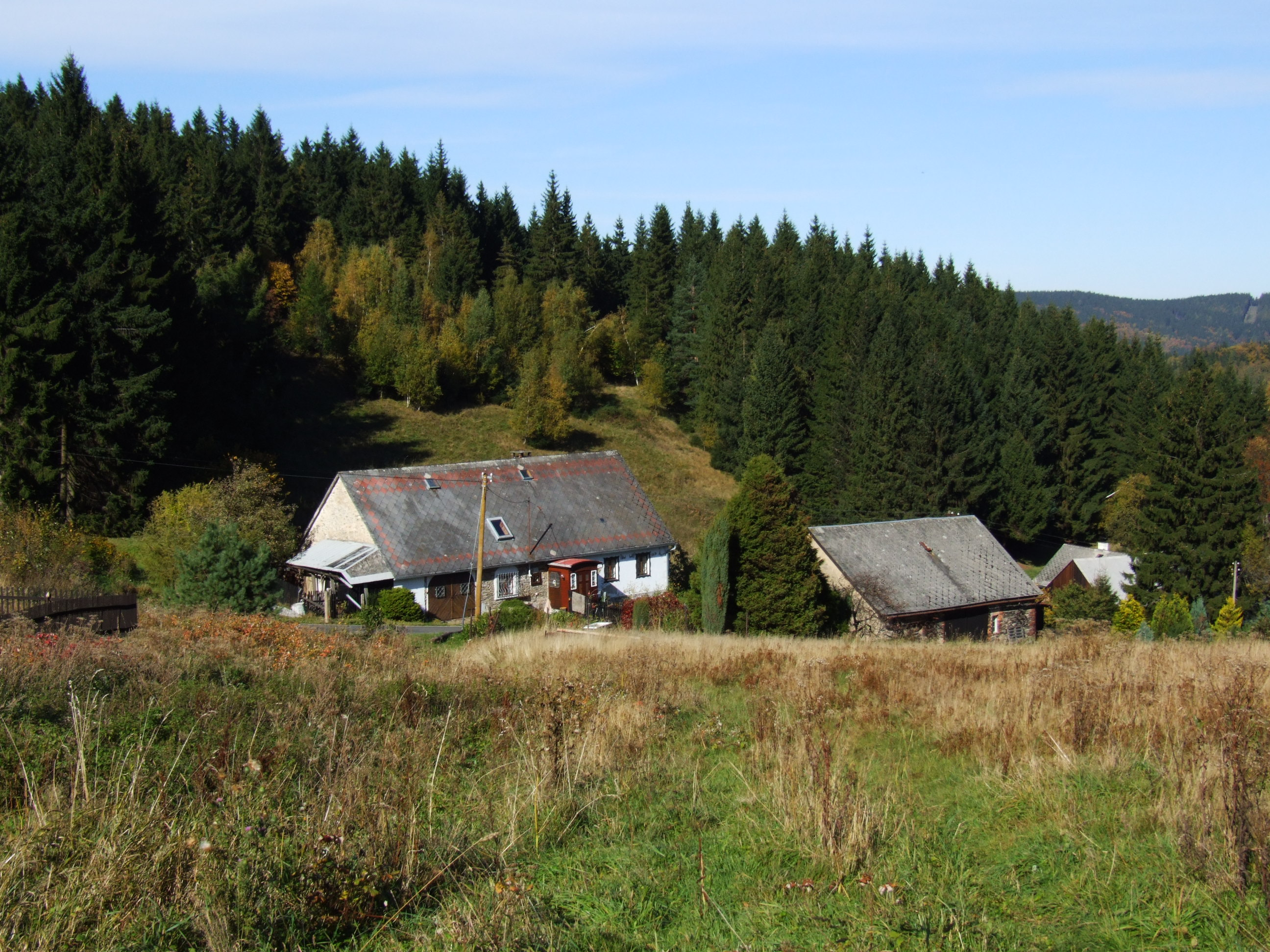
Zálesí

Zálesí, bis 1949 Valdek (deutsch Waldek) ist ein Ortsteil der Stadt Javorník in Tschechien. Er liegt sieben Kilometer südwestlich von Javorník bzw. vier Kilometer östlich von Lądek-Zdrój direkt an der Grenze zu Polen.

## Geographie
Zálesí erstreckt sich im Tal des Obecní potok in der Travenská hornatina (Krautenwalder Bergland), einem Teil des Reichensteiner Gebirges. Nördlich erhebt sich der Travná (Krautenwälder Berg; 711 m), an dessen Fuße der Krautenwalder bzw. Landecker Pass (polnisch: Przełęcz Lądecka, tschechisch: Travenské sedlo) das Gebirge überquert. Im Nordosten liegt der Měřice (Schöffelberg, 671 m), dahinter das Račí údolí (Krebstal) mit den Resten der Burgen Rychleby (Reichenstein) und dem Pustý zámek (Ödschloss). Südöstlich liegt der Prostřední vrch (Mittelberg, 726 m) und im Süden an der Grenze der Koníček (Rösslberg, 850 m) und auf polnischem Terrain die Burgruine Karpenstein.
Nachbarorte sind Travná im Norden, Podměstí und Horní Fořt im Nordosten, Uhelná und Červený Důl im Osten, Nové Vilémovice im Südosten, Nowy Gierałtów und Stary Gierałtów im Süden, Lądek-Zdrój im Südwesten, Lutynia im Westen sowie Wrzosówka im Nordwesten. Zálesí ist nur über eine Stichstraße erreichbar, die im Ort endet.

## Geschichte
Die erste urkundliche Erwähnung von Waldek erfolgte im Jahre 1558. Zu dieser Zeit bestand das Dorf aus 30 bäuerlichen Anwesen. Nach der Abtretung der Grafschaft Glatz an Preußen geriet das Dorf 1742 in eine Grenzlage, verblieb aber bei Österreich. Bis zum 19. Jahrhundert wuchs das zur Herrschaft Johannesberg gehörige Gebirgsdorf nur wenig an. Um 1850 bestanden in Waldek zwei Kalköfen und in zwei Steinbrüchen wurde Kalkstein und Basalt gewonnen. Diese wurden nach 1900 stillgelegt.
Nach der Aufhebung der Patrimonialherrschaften bildete das aus den Ortsteilen Ober Waldek und Nieder Waldek bestehende Dorf ab 1850 eine Gemeinde im Bezirk Freiwaldau. Zu Beginn des 20. Jahrhunderts begannen der Bergbauversuche auf Eisenerz, die nach kurzer Zeit wieder eingestellt wurden. 1930 hatte das Dorf 456 Einwohner. Nach dem Münchner Abkommen wurde Waldek dem Deutschen Reich zugeschlagen und gehörte von 1939 bis 1945 zum Landkreis Freiwaldau. Die Einwohnerzahl blieb 1939 gegenüber der von 1930 unverändert. Nach dem Zweiten Weltkrieg erfolgte die Umbenennung in Valdek und die Vertreibung der deutschen Bewohner. Im Jahre 1949 wurde der Ortsname in Zálesí geändert und das Dorf nach Travná eingemeindet.
Seit 1961 ist Zálesí ein Ortsteil von Javorník. 1991 hatte der Ort 7 Einwohner. Im Jahre 2001 bestand das Dorf aus 25 Wohnhäusern, in denen 20 Menschen lebten. Das Dorf ist heute ein Ferienort.

## Bergbau

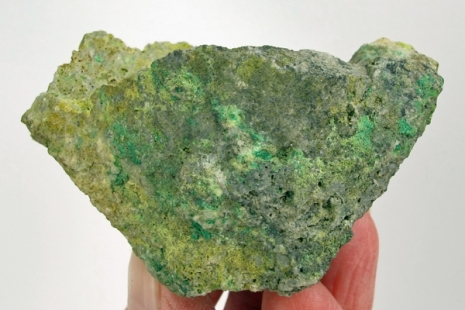
Zálesíit-Handstück aus der Typlokalität Zálesí (Größe: 8,0 × 5,3 × 4,6 cm)

Nachdem im Sommer 1957 am nördlichen Fuße des Prostřední vrch eine Uranlagerstätte entdeckt worden war, begann deren Aufschluss bereits im Herbst desselben Jahres. Die Häuser des nach der Vertreibung kaum besiedelten Dorfes wurden vom Staatsbetrieb Jáchymovské doly (Joachimsthaler Gruben) übernommen und darin provisorische Betriebseinrichtungen geschaffen. Im Jahre 1959 erfolgte der Abbau auf drei Sohlen und 1962 erfolgte von der 3. Sohle aus die Abteufung eines Blindschachtes auf weitere 106 Meter Tiefe, von dem aus die 4. und 5. Sohle erschlossen wurden. 1968 wurde die Grube stillgelegt. In dem elfjährigen Betrieb wurden 23,6 km Strecken in den Berg getrieben und 23 Gänge und Trümer abgebaut.
Insgesamt wurden in Zálesí 405,3 Tonnen Uran gewonnen. Außerdem sind die ehemaligen drei Stollen eine bekannte Fundstätte mit großer Mineralvielfalt. Insgesamt konnten hier neben den Uranmineralen Autunit, Kasolit, Liebigit, Uraninit, Uranophan, Uranopilit und Uranospinit bisher (Stand 2013) insgesamt rund 150 verschiedene Minerale bzw. Varietäten gefunden werden, wie unter anderem Bohdanowiczit, Chalkopyrit, Devillin, Erythrin, Guérinit, Naumannit, Rammelsbergit, Skutterudit, Vanadinit und Wölsendorfit.
Für das 2009 entdeckte Mineral Litochlebit und das nach seinem Fundort benannte Mineral Zálesíit gilt Zálesí zudem als Typlokalität.

## Ortsgliederung
Zu Zálesí gehört die Einschicht Černý kout (Schwarzberghäuser).

## Sehenswürdigkeiten
- Reste eines Kalkofens
- Ehemaliges Uranbergwerk